# 中和镇 (资阳市)
中和镇，是中华人民共和国四川省资阳市雁江区下辖的一个乡镇级行政单位。

## 行政区划
中和镇下辖以下地区：
中和场社区、凉风村、明月村、罗汉村、高字村、龙虎村、飞山村、狮马村、青龙村、罗家村、方家村、清凉村、三清村、龙嘴村、瓦盖村、中和村、雷庙村、大圣村、铜锣村、金马村、广德村、巨善村、白云村、红光村、干沟村和鱼水村。